# روبرت جراف
روبرت جراف (بالإنجليزية: Robert Graf)‏ هو راكب الكنو أمريكي، ولد في 2 يونيو 1906، وتوفي في 26 مايو 1988.

## وصلات خارجية
- روبرت جراف على موقع أوليمبيديا (الإنجليزية)